# Knutsufsene
Knutsufsene är en kulle i Antarktis. Den ligger i Östantarktis. Norge gör anspråk på området. Toppen på Knutsufsene är 1 901 meter över havet, eller 55 meter över den omgivande terrängen. Bredden vid basen är 1,0 km.
Terrängen runt Knutsufsene är varierad. Trakten är obefolkad. Det finns inga samhällen i närheten. 